# Коньегвачиэ, Питер
Питер Коньегвачиэ (Peter Konyegwachie, р.26 ноября 1965) — боксёр из Нигерии, призёр Олимпийских игр.
Питер Коньегвачиэ родился в 1965 году в Лагосе. В 1984 году на Олимпийских играх в Лос-Анджелесе завоевал серебряную медаль в весовой категории до 57 кг — первую серебряную олимпийскую медаль в истории Нигерии.
В 1986 году Питер Коньегвачиэ перешёл в профессиональный бокс. Он выиграл 15 боёв, но в 16-м потерпел поражение. В 1990 году завершил спортивную карьеру.